# Амрієв Нурітдін Натмійович
Нурітдін Натмійович Амрієв (рос. Нуритдин Натмиевич Амриев, нар. 13 березня 1959) — колишній радянський футболіст, що грав на позиції нападника. По завершенні кар'єри — футбольний суддя та тренер.

## Ігрова кар'єра
Починав займатися футболом в Душанбе, тренер Г. Сироватський і Ю. Карамян. У 1977 році почав виступати в першій лізі за «Памір» (Душанбе), в якому провів три сезони, взявши участь у 59 матчах чемпіонату. Вирізнявся високою стартовою швидкістю і технічним рівнем.
Після загибелі команди «Пахтакора» в серпні 1979 року рішенням Спорткомітету і Федерації футболу СРСР був направлений на посилення постраждалого клубу. Працював з тренерами Сергієм Мосягіним, який знав його по юнацькій збірній і Іштваном Секечем, під керівництвом якого грав в «Памірі». Грав в команді до 1984 року, у вищій лізі провів 136 матчів, забив 15 голів.
Протягом сезону 1985 року знову захищав кольори «Паміра», зігравши у 12 матчах чемпіонату.
Завершив професійну ігрову кар'єру у друголіговому СКА (Київ), за яке виступав протягом 1986–1987 років.

## Виступи у збірній
У травні 1977 року у складі збірної СРСР до 18 років виступав на юніорському турнірі УЄФА. У матчі за третє місце проти ФРН (7:2) забив два голи.
Учасник Спартакіади народів СРСР 1979 у складі збірної Таджицької РСР.

## Подальше життя
По завершенні ігрової кар'єри став арбітром, мав статус судді республіканської категорії, працював на матчах другої і другої нижчої ліг СРСР в 1990—1991 роках.
З 1993 року — дитячий тренер в Самаркандському футбольному інтернаті олімпійського резерву.